# Lancaster
Lancaster – miasto w hrabstwie Lancashire, w dystrykcie Lancaster, w północno-zachodniej Anglii, którego liczba ludności wynosi 52 234 (2011).
Miasto leży nad rzeką Lune (skąd pochodzi nazwa miasta). Z kolei człon -caster pochodzi od łac. castra – „obóz”. Do 1974 r. było centrum administracyjnym hrabstwa. Nad miastem góruje zamek (Lancaster Castle), zbudowany częściowo w XIII w. i rozbudowany za czasów Elżbiety I, stojący w dawnym miejscu stacjonowania garnizonu rzymskiego. Lancaster jest wspomniana w Domesday Book (1086) jako Loncastre.
W mieście znajduje się stacja kolejowa Lancaster, na południu miasta uniwersytet Lancaster University.

## Gospodarka
W mieście rozwinął się przemysł metalowy, włókienniczy, chemiczny, obuwniczy oraz meblarski.

## Ciekawe miejsca
- Lancaster Castle
- Lune Millennium Bridge
- Williamson Park
  - Ashton Memorial
- The Storey Institute
- The Judges Lodgings
- Quayside Maritine Museum

## Miasta partnerskie
- Lublin, Polska
- Viana do Castelo, Portugalia
- Almere, Holandia
- Aalborg, Dania
- Perpignan, Francja
- Rendsburg, Niemcy
- Växjö, Szwecja